# Cape Farewell

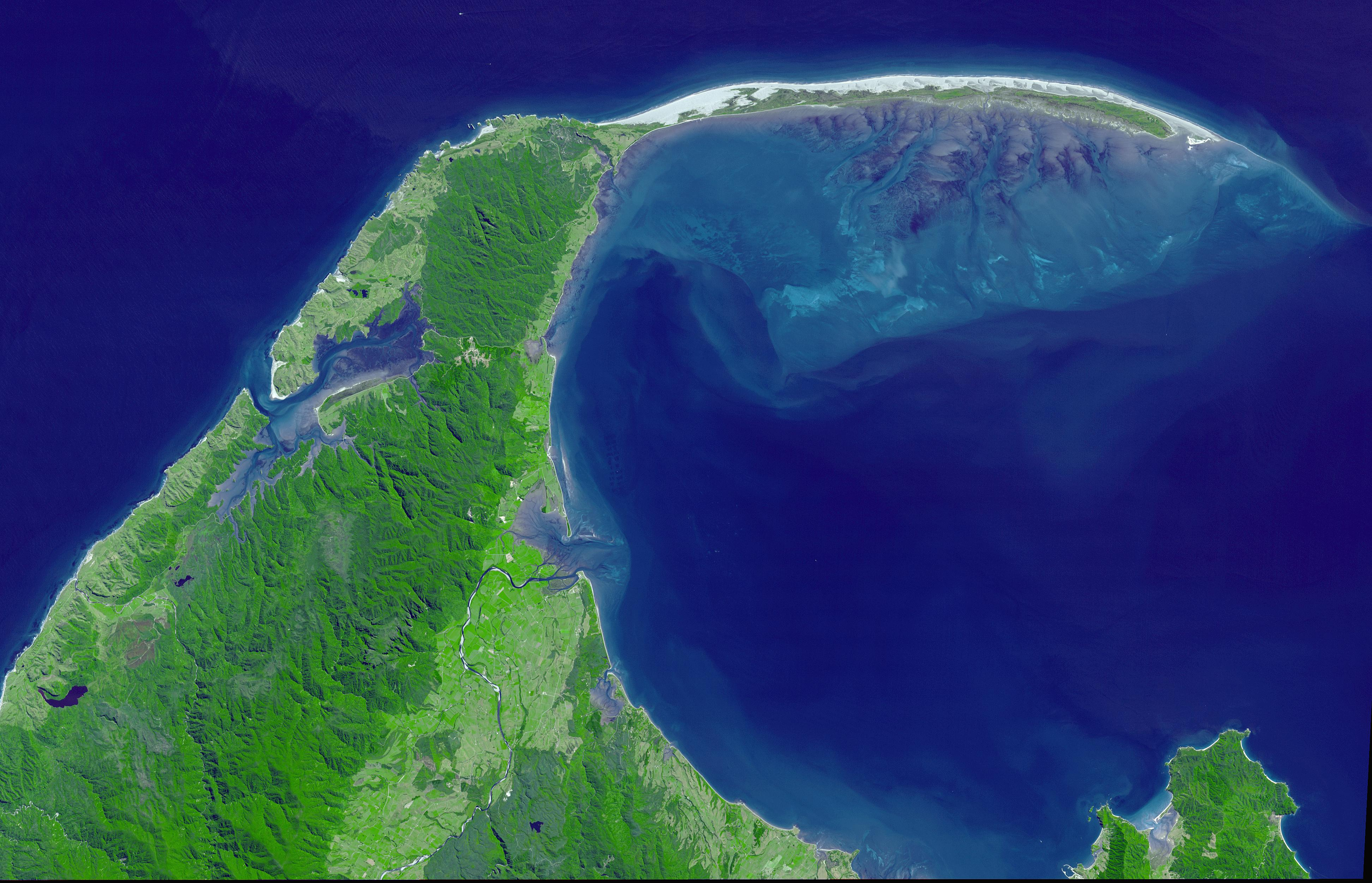
Zona del Cape Farewell.

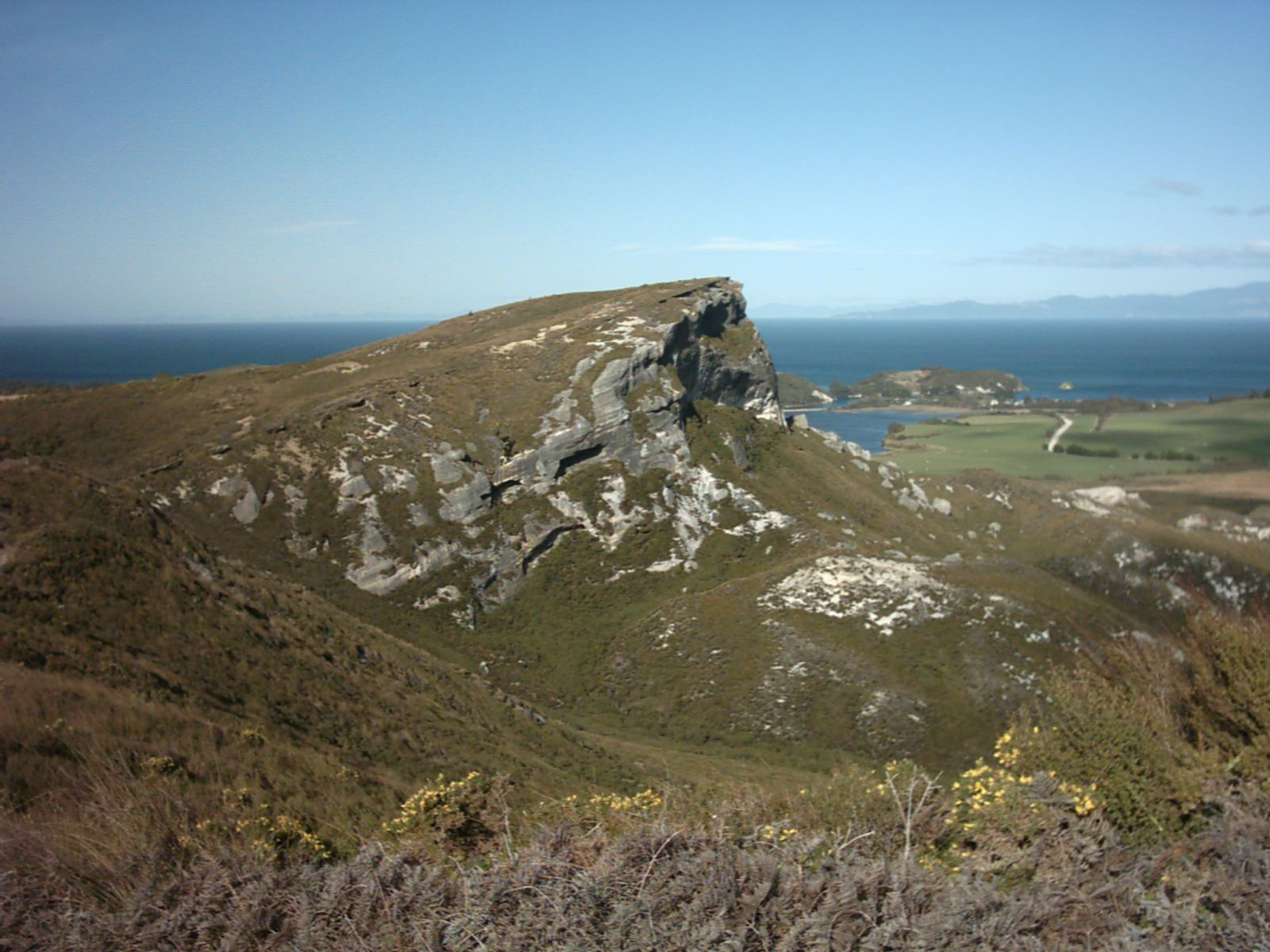
Clifftop walk, mirant al nord-est.

El Cape Farewell de Nova Zelanda (Hi ha un altre Cap Farewell a Groenlàndia) és una punta de terra envoltada per l'aigua per tres costats (en anglès: headland) i és el punt més al nord de l'illa South Island de Nova Zelanda es troba just a l'oest del cordó litoral de Farewell Spit. Abel Tasman el va descobrir però va ser James Cook el 1770 qui li va donar el nom.
Es troba en una posició molt remota i per això és poc visitat.

## Geologia
El cap i els penya-segats són del Cretaci i tenen quars i pedres sorrenques. L'erosió dels seus penya-segats cap a sorra fina portada pels corrents marins crearen Farewell Spit.